# 9271 Trimble
9271 Trimble eller 1978 VT8 är en asteroid i huvudbältet som upptäcktes den 7 november 1978 av den amerikanska astronomen Schelte J. Bus vid Palomarobservatoriet. Den är uppkallad efter den amerikanska astronomen Virginia Louise Trimble.
Asteroiden har en diameter på ungefär 13 kilometer.